# Єврейський музей Австралії
Єврейський музей Австралії (англ. Jewish Museum of Australia) — музей в Мельбурні, що висвітлює життя та історію євреїв Австралії. Був заснований 1977 року рабином Роналдом Лубофскі. Він приїхав до Австралії 1957 року й керував єврейською громадою в районі Сент-Кілда англ. St Kilda до 1988 року. Його метою було створити організацію для збереження єврейської культурної спадщини.

## Історія
Єврейський музей Австралії був створений 1977 року групою ентузіастів на чолі з рабином Роналдом Лубофскі. Оскільки музей спочатку не мав власних приміщень, виставки проходили в галереї «Майер» (англ. Myer Gallery) та будівлі Трамвайної ради, тим часом тривали пошуки постійного приміщення для музею. Також тривала закупівля експонатів.
У 1982 році під патронатом генерал-губернатора Австралії Зелмана Ковена відбулося відкриття музею у покинутих класних кімнатах Мельбурнської єврейської конгрегації, де й експонувалася колекція протягом 13 років.
У 1992 році музей придбав будівлю на Алма-роуд, Сент-Кілда, біля Синагоги Конгрегації Святої Кілди. Офіційне відкриття музею тодішнім генерал-губернатором Біллом Гайденом відбулося 20 серпня 1995 року.

## Колекція
Колекція музею налічує понад 20000 експонатів, у тому числі близько 9000 експонатів із зібрання самого Роналда Лубофскі: предмети ритуального, релігійного, історичного, соціального та художнього значення.